# ملعب سنترال دينامو
ملعب سنترال دينامو (بالروسية: Динамо) ، هي ملعب رياضي سابق لرياضة كرة القدم ، كانت موجودة في العاصمة الروسية موسكو، افتتحت سنة 1928 ، أغلقت سنة 2008 وهدمت سنة 2011م.

## مصدر
1. ↑  1980 Summer Olympics official report. Volume 2. Part 1. pp. 76–9. نسخة محفوظة 29 أكتوبر 2012 على موقع واي باك مشين.